# Anish Kapoor
Anish Kapoor (1954) é um artista plástico indo-britânico. Venceu o Prêmio Turner.

## Biografia
Nascido em Bombaim em 1954, Kapoor cursou na prestígiada Doon School, em Dehra Dum, em seu país natal. Mudou-se para a Inglaterra em 1972, onde continuou seus estudos, desta vez no Hornsey College of Art e na Chelsea School of Design. Começou a ganhar notoriedade internacional no início da década de 1980, quando foi considerado um dos escultores britânicos que vinham explorando novos estilos de arte.
As obras de Kapoor são freqüentemente simples, formas curvas, normalmente de só uma cor ou brilhantemente colorida. Em sua maioria, a intenção é prender a atenção do público, invocando um mistério através das cavidades escuras de seu trabalho, normalmente com seu tamanho e beleza simples. Ele usa pigmento em seus trabalhos e em torno deles. Essa prática foi inspirada pelos brilhantes e coloridos pigmentos nos mercados e templos índianos. Depois, seus trabalhos começaram a ser sólidos e muito deles possuiam aberturas cavadas e cavidades, e mexendo com opostos. (como terra-céu, material-espírito, luz-escuridão, vísivel-invísivel, masculino-feminino e corpo-mente). Seus trabalhos mais recentes são baseados em espelhos, refletindo ou distorcendo o público.
Desde os anos 90, Kapoor produziu vários trabalhos grandes, incluindo Taratantara (1999), uma obra de 35 metros instalada em Baltic Flour Mills no Gateshead, Inglaterra, antes da renovação começar lá e Marsyas (2002), um grande trabalho de aço e PVC instalado em Turbine Hall de Tate Modern. Um arco de pedra de Kapoor foi colocado permanentemente na costa de uma lago em Lodingen ao norte da Noruega. Em 2000, um dos trabalhos de Kapoor, Parabolic Waters, considerado uma rápida rotação de água colorida, foi mostrado ao lado de fora de Millennium Dome, em Londres. Em 2001, Sky Mirror, um grade espelho que refletia o céu, foi comencionado em Nottingham. Em 2004, Cloud Gate, uma escultura inoxidável de aço de 110 toneladas, foi exibida em homenagem às vítimas britânicas no atentado de 11 de setembro em Nova Iorque. O mais recente trabalho de Kapoor confunde os limites entre a arquitetura e a arte.
Kapoor representou a Grã-Bretanha no Bienal de Veneza de 1990, aonde foi concedido a ele o Prémio Duemila; no ano seguinte, ele venceu o prestígiado Prêmio Turner. A Amostra do Banco do Sul apresentou o primeiro perfil completo dele, em Fevereiro de 1999. As exibições de seu trabalho foram mostrada na Tate e na Hayward Gallery em Londres, Kunsthalle Basel na Suíça, Reina Sofia em Madri, Gáleria Nacional em Ottawa, Musee des arts contemporains na Bélgica, no Museu de Arte Contemporânea de CAPC em Bordéus e no Centro Cultural do Banco do Brasil no Brasil.
Suas obras são colecionadas no mundo inteiro, notavelmente no Museu de Arte Moderna em Nova Iorque, no Tate Modern em Londres, Fondazione Prada em Milão, no Museu Guggenheim em Bilbau, no De Pont Fundation nos Países Baixos e no Museu de Arte Contemporánea do Século XXI em Kanazawa, Japão.
Normalmente suas obras têm grandes dimensões. Em 2007 seu trabalho está em exposição no Brasil pela terceira vez em sua carreira, desta vez em São Paulo. Expôs anteriormente em 1983 e em 1996.
Maio de 2011 - Em exposição no Grand Palais em Paris, a monumental escultura inflável Leviathan. A obra esta atraindo milhares de visitantes diários. Se trata de uma peça única com incríveis 72,35 m de altura, sendo possível, inclusive, caminhar por dentro da obra.